# Agnès de La Gorce
Agnès de La Gorce, née le 8 février 1895 à Lille et morte le 7 juillet 1976 à Paris, est une historienne française.

## Biographie
Agnès de La Gorce est la fille de l'historien et académicien Pierre de La Gorce, à qui elle consacre un ouvrage en 1948, et de Marie Mailhard de la Couture ; elle est la tante du journaliste et historien Paul-Marie de La Gorce.
À plusieurs reprises distinguée par l'Académie française, elle reçoit le prix Gustave Le Métais-Larivière pour l'ensemble de son œuvre en 1959.
Elle est membre du jury du prix Femina de 1945 à sa mort en 1976,.

## Publications
- Robert Hugh Benson, prêtre et romancier, 1871-1914, Paris, Plon, 1928, 301 p.[6] (prix Juteau-Duvigneaux de l'Académie française en 1929)
- Les douloureux débuts de Francis Thompson, 1931
- Un pauvre qui trouva la joie. Saint Benoît Labre, 1933
- Francis Thompson et les poètes catholiques d’Angleterre, Paris, Plon, 1933, 261 p. (prix Bordin de l'Académie française)
- Wesley, maître d'un peuple (1703-1791), 1940 (prix Eugène Carrière de l'Académie française en 1941)
- Saint Benoît Labre : le pèlerin de la joie , Paris, Éditions franciscaines, 1946 ; traduction en anglais :  Saint Benedict Joseph Labre (trad. Rosemary Sheed), New York, 1952[7]
- Une vocation d’historien : Pierre de La Gorce, Paris, Plon, 1948, 225 p.[1]
- Camisards et dragons du Roi , Paris, Albin Michel, 1951[8],[9] (prix Albéric-Rocheron de l'Académie française)
- Le vrai visage de Fénelon, Paris, Hachette, 1958 Lire en ligne[10],[11].
- Sainte Chantal, Tours, Mame, 1961, 97 p.